# Mijamoto Musaši
Mijamoto Musaši (Miyamoto Musashi, japonsko 宮本 武蔵), japonski mečevalec in samuraj, * 1584, † 1645.
Mnogi ga uvrščajo med najboljše mečevalce v zgodovini. Postal je legendaren po izjemnih dvobojih, s katerimi je navduševal že v mladosti.
Je ustanovitelj stila mečevanja Hyoho Niten Ichi-ryu, napisal pa je tudi knjigo o strategiji, taktiki in filozofiji Knjiga petih prstanov (Go Rin No Sho), ki jo preučujejo še danes.

## Biografija

### Rojstvo
Podrobnosti o Musašijevem zgodnjem življenju je težko preveriti. Musaši v Knjigi petih prstanov navaja, da se je rodil v provinci Harima. Niten Ki (zgodnja biografija Musašija) podpira teorijo, da se je rodil leta 1584. Zgodovinar Kamiko Tadashi, je komentiral na Musašijeve zapiske: "Munisai je bil Musašijev oče...živel je v vasi Miyamoto, v okrožju Yoshino [province Mimasaka]. Musaši je bil najverjetneje rojen tukaj." Njegovo otroško ime je bilo Bennosuke (弁之助).
Musaši poda svoje celo ime v Knjigi petih prstanov kot Shinmen Musashi-no-Kami Fujiwara no Harunobu (新免武蔵守藤原玄信). Njegov oče, Shinmen Munisai (新免無二斎), je bil strokovnjak v borilnih veščinah in mojster meča in dvozobca (jitte/jutte). Po drugi strani, je bil Munisai sin Hirata Shōgen-a (平田将監). Ta je bil vazal Shinmen Iga no Kami-ja, gospodarja gradu Takayama v okrožju Yoshino, province Mimasaka. Gospodar Shinmen se je zanesel na Hirata, tako da mu je bilo dovoljeno uporabljati ime Shinmen. Musashi no Kami  je bil za Musašija dvorni naziv, tako da je bil nominalni guverner province Musashi. Fujiwara je ime Musašijevega rodu.

### Rojstni datum Musašija
Na Munisaievem grobu piše, da je umrl leta 1580, kar je v neskladju s splošno sprejeto letnico Musašijevega rojstva - 1584. Še bolj nas pa zmede rodovnik družine Miyamoto, v katerem je zapisano, da se je Musaši rodil leta 1582. Kenji Tokitsu namiguje, da je sprejeta letnica rojstva 1584 napačna, saj temelji predvsem na dobesednem branju uvoda Knjige petih prstanov, kjer Musaši navaja, da se leta njegovega življenja "dodajo do 60" (kar privede do leta 1584, če štejemo nazaj od dobro dokumentiranega datuma nastanka knjige), to pa pomeni samo, da je bil Musaši v svojih šestdesetih letih, ko jo je napisal.

### Vzgoja
Ne glede na resnico o Musašijevih prednikih, je Musašija pri sedmih letih vzgajal stric Dorinbo (ali Dorin) v templju Shoreian, tri kilometre od Hirafukuja. Dorin in Tasumi, Musašijev stric v zakonu, sta ga učila budizma in osnovnih veščin kot so branje in pisanje. Oče Munisai naj bi ga učil mečevanja in njihove družinske borilne veščine z jutte. To urjenje ni trajalo dolgo, saj mu je leta 1589 Shinmen Sokan ukazal, naj ubije Munisaievega učenca Honiden Gekinosuke-ja. Družina Honiden ni bila zadovoljna in Musaši se je bil prisiljen odseliti v 4 kilometre oddaljeno vas Kawakami.
Musaši je v zelo zgodnjem otroštvu zbolel za dermatitisom, kar je negativno vplivalo na njegov izgled. Ena od zgodb trdi, da se nikoli ni okopal, ker se je bal, da bi bil presenečen, ko je neoborožen. Medtem ko ima prva trditev neko podlago v realnosti, druga ni verjetna. Umazan član bojevniškega gradu ne bi bil sprejet kot gost na posestih družin kot so Honda, Ogasawara in Hosokawa. Te in še mnoge druge podrobnosti, so verjetno anekdotični okraski, ki so bili dodani v njegovo legendo ali pa napačne razlage literature, ki ga opisuje.

### Urjenje mečevanja
Nekateri mislijo, da je ime "Musaši" vzeto iz imena znanega bojevnika z imenom Musashibō Benkei, ki je služil pod  Minamoto no Yoshitsune-jem, a to ni potrjeno.
Rečeno je, da se je lahko uril v  Yoshioka-ryū šoli, katero naj bi v svojih poznejših letih sam premagal, čeprav je ta informacija zelo negotova. Prejel je formalno urjenje, ali pred sedmim letom od očeta, ali po sedmem letu od strica.

### Prvi dvoboj
Poti Heiho sem se posvetil že v mladosti. Pri trinajstih letih sem imel prvi dvoboj. Bojeval sem se z mečevalcem Arimo Kiheihom iz šole Šintorju in zmagal. Pri šestnajstih sem premagal izvrstnega mečevalca z imenom Akijama iz okrožja Tajima. Pri enaindvajsetih sem se odpravil v prestolnico, se srečal z mečevalci iz različnih delov dežele in z njimi imel kar precej dvobojev; poraza nisem izkusil niti enkrat. — Miyamoto Musashi, Knjiga petih prstanov
V Knjigi petih prstanov, Musaši trdi, da je imel svoj prvi dvoboj pri 13 letih proti samuraju Arima Kiheiom, kateri je uporabljal Kashima Shintō-ryū stil mečevanja, ki ga je utemeljil Tsukahara Bokuden (* 1489, † 1571). Glavni razlog za dvoboj je bil Hyoho senshi denki (anekdote o umrlem mojstru).

## Filozofija
V Musašijevi zadnji knjigi, Knjigi petih prstanov (五輪書 Go Rin no Sho?), Musaši vzame precej filozofski pristop do "umetnosti vojne". Pravi, da na splošno razlikujemo 4 poti človekovega preživetja: pot bojevnika, pot kmeta, pot obrtnika in pot trgovca.
Prva je pot kmeta ali poljedelca. Imajo različna orodja, njihova življenja pa so odvisna od muhavosti štirih letnih časov. 
Druga je pot trgovca. Prodajalci sakeja nabavijo različne sestavine in jih zmešajo; tako se preživljajo z velikim dobičkom. Mešetarji imajo poklic, ki ustreza njihovemu položaju in se preživljajo ustvarjanjem dobička.
Tretja je pot bojevnika. Ta v skladu s svojimi cilji vzdržuje različna orožja, dobro pozna njihove značilnosti in jih spretno uporablja.
Četrta je pot obrtnika. Če želi tesar preživeti, mora skrbno vzdrževati različna orodja in jih spretno uporabljati. Pravilno in v merah mora narisati načrt, svoj posel pa mora dobro opraviti, saj od njega živi.

### Knjiga petih prstanov
Knjiga je razdeljena na 5 poglavij: Knjiga zemlje, Knjiga vode, Knjiga ognja, Knjiga vetra in Knjiga praznine.
V Knjigi zemlje razloži temeljna pravila vsega, kar sledi, predvsem pa govori o Heiho, torej o svoji šoli, ki temelji na metodi spoznavanja velikega iz malega.
V Knjigi vode uči različne bojne položaje in borilne tehnike, pa tudi ravnanja z različnimi vrstami mečev. Naslov poglavja opozarja, da mora samuraj v boju spominjati na vodo, kar pomeni, da morajo biti njegovi gibi tekoči in samodejni. Musaši poudarja, da mora um vladati telesu, pri čemer se mora ogibati vsaki subjektivnosti.
Knjiga ognja je v celoti posvečena bojni strategiji. Ogenj je nasilje, ki je lahko večje ali manjše. Strategija je ista v dvoboju in v bitkah dveh velikih vojska. Bojevnik mora nenehno opazovati širšo okolico, ne da bi pri tem prezrl malenkosti in navidezne nepomembnosti. Musašijevi nauki so uporabni tudi v miroljubnih situacijah vsakdanjega življenja.
Knjiga vetra govori o poznavanju sovražnika: "Da bi poznali sebe, najprej spoznajte sovražnika." V tem poglavju Musaši našteje in opiše prednosti in slabosti številnih drugih mečevalnih slogov in tehnik.
Knjiga praznine nudi ključ k razumevanju Heiho, vendar pa to še ne zadostuje za obvladovanje Heiho. Mojster poti Heiho lahko postanete le z vajo in prakso. Svoje mojstrstvo Heiho najdete v sebi. Naporno večletno urjenje omogoči spontano in bliskovito ukrepanje, ki nikdar ne zgreši svojega namena. Temeljni Musašijev nauk, ki se skriva med vrsticami njegovega učbenika pa je pravilo, da v bojnem položaju ne velja več nobeno pravilo; šteje zgolj bliskovito ukrepanje.
Musaši na povsem enak način obravnava strategijo bojevanja in metode dvoboja. Njegova naravnanost k dejanjem spominja na učenje zena. Ker v spopadu na življenje in smrt lahko odloča en sam trenutek, ni nikdar omahoval, ko je bilo treba pobiti nasprotnika. Ta bliskovitost je bila njegova vrlina, zanjo pa je imela velike zasluge njegova duševnost in njena naravnanost. Knjiga petih prstanov zavzema častno osrednje mesto v vsaki knjižnici praktikantov kenda. Njena glavna sporočila sta neobhodnost ponižanosti in trdo delo. Da bi se bojevnik lahko pripravil na trenutke spopada, v katerih mora delovati hitreje od bliska, so nujne vsakodnevna kontemplacije in vaje. Redno urjenje pa tudi preprečuje, da bi učenec zašel na stranpot.
Tistim, ki so prisiljeni živeti v svetu, kjer sta zmaga in poraz najpomembnejša, Knjiga petih prstanov kaže pot k zmagi, tiste, ki si želijo notranjega spoznanja pa osvobaja.